# Ambassade van IJsland in Denemarken
De ambassade van IJsland in Denemarken staat in Kopenhagen in de wijk Christianshavn en behartigt ook de relaties met Australië en Turkije. Het is de eerste diplomatieke missie van IJsland.

## Geschiedenis
In 1918 werd het IJslands onafhankelijkheidsreferendum gehouden, wat resulteerde in de Deense erkenning van IJsland als soevereine staat in de Akte van Unie van 1 december 1918. Dit legde de basis voor de bilaterale betrekkingen tussen de twee staten. Op 16 augustus 1920 opende de IJslandse ambassade in Kopenhagen met Sveinn Björnsson als ambassadeur.

## Missie
De Deense koninkrijksdelen Faeröer en Groenland hebben elk een eigen consulaat-generaal, die resorteren onder de ambassade in Kopenhagen. Vanuit de ambassade worden ook de relaties met Australië en Turkije behartigd, waarbij de ambassadeur in beide landen formeel is geaccrediteerd. Er zijn in het dekkingsgebied 15 honorair consuls benoemd, waarvan negen in Denemarken, vier in Turkije en twee in Australië.

## Ambassadeurs
De volgende diplomaten waren ambassadeur voor IJsland in Denemarken:
| #                                                             | Naam                     | Aanstelling       | Einde missie     | Bron        | Vertegenwoordiging naar |
| ------------------------------------------------------------- | ------------------------ | ----------------- | ---------------- | ----------- | --- |
| 1                                                             | Sveinn Björnsson         | 16 augustus 1920  | 1 juni 1924      | [ 4 ] [ 2 ] | |
| 1                                                             | Sveinn Björnsson         | 1 juli 1926       | 17 juni 1941     | [ 4 ] [ 2 ] | |
|                                                               | Jón Krabbe               | 24 april 1940     | 7 september 1945 | [ 5 ]       | |
| 2                                                             | Jakob Möller             | 20 augustus 1945  | 30 december 1950 |             | Finland (1947-1951) |
| 3                                                             | Stefán Þorvarðsson       | 30 december 1950  | 20 augustus 1951 |             | Tsjechoslowakije (1951) |
| 4                                                             | Sigurður Nordal          | 12 oktober 1951   | 9 augustus 1957  |             | |
| 5                                                             | Stefán Jóhann Stefánsson | 9 augustus 1957   | 22 mei 1965      |             | Ierland (1957-1965, 1970-1976) Turkije (1958-1976) China (1973-1976) |
| 6                                                             | Gunnar Thoroddsen        | 22 mei 1965       | 1 januari 1970   |             | Ierland (1957-1965, 1970-1976) Turkije (1958-1976) China (1973-1976) |
| 7                                                             | Sigurður Bjarnason       | 1 februari 1970   | 12 februari 1976 |             | Ierland (1957-1965, 1970-1976) Turkije (1958-1976) China (1973-1976) |
| 8                                                             | Agnar Klemens Jónsson    | 12 februari 1976  | 17 januari 1980  |             | Israël (1976-1996) Italië (1976-1996) Turkije (1976-1996) Litouwen (1991-1996) |
| 9                                                             | Einar Ágústsson          | 17 januari 1980   | 12 april 1986    |             | Israël (1976-1996) Italië (1976-1996) Turkije (1976-1996) Litouwen (1991-1996) |
| 10                                                            | Hörður Helgason          | 29 mei 1986       | 25 januari 1991  |             | Israël (1976-1996) Italië (1976-1996) Turkije (1976-1996) Litouwen (1991-1996) |
| 11                                                            | Ingvi S. Ingvarsson      | 25 januari 1991   | 9 maart 1994     |             | Israël (1976-1996) Italië (1976-1996) Turkije (1976-1996) Litouwen (1991-1996) |
| 12                                                            | Ólafur Egilsson          | 9 maart 1994      | 13 februari 1996 |             | Israël (1976-1996) Italië (1976-1996) Turkije (1976-1996) Litouwen (1991-1996) |
| 13                                                            | Róbert Trausti Árnason   | 13 februari 1996  | 15 april 1999    |             | Bosnië en Herzegovina (1996-1999) Litouwen (1996-2003) Turkije (1996-2010) Israël (1999-2010) Malta (1999-2003) Roemenië (1999-2010) Jordanië (2003-2007) Tunesië (2003-2007) Slovenië (2007-2010) |
| 14                                                            | Helgi Ágústsson          | 15 april 1999     | 24 maart 2003    |             | Bosnië en Herzegovina (1996-1999) Litouwen (1996-2003) Turkije (1996-2010) Israël (1999-2010) Malta (1999-2003) Roemenië (1999-2010) Jordanië (2003-2007) Tunesië (2003-2007) Slovenië (2007-2010) |
| 15                                                            | Þorsteinn Pálsson        | 24 maart 2003     | 22 november 2005 |             | Bosnië en Herzegovina (1996-1999) Litouwen (1996-2003) Turkije (1996-2010) Israël (1999-2010) Malta (1999-2003) Roemenië (1999-2010) Jordanië (2003-2007) Tunesië (2003-2007) Slovenië (2007-2010) |
| 16                                                            | Svavar Gestsson          | 22 november 2005  | 15 februari 2010 |             | Bosnië en Herzegovina (1996-1999) Litouwen (1996-2003) Turkije (1996-2010) Israël (1999-2010) Malta (1999-2003) Roemenië (1999-2010) Jordanië (2003-2007) Tunesië (2003-2007) Slovenië (2007-2010) |
| 17                                                            | Sturla Sigurjónsson      | 15 februari 2010  | 17 oktober 2014  |             | Bulgarije (2010-) Roemenië (2010-) Turkije (2010-) |
| 18                                                            | Benedikt Jónsson         | 17 oktober 2014   | 2019             |             | Bulgarije (2010-) Roemenië (2010-) Turkije (2010-) |
| 19                                                            | Helga Hauksdóttir        | 1 augustus 2019   | 1 augustus 2023  | [ 6 ] [ 7 ] | Bulgarije (2010-) Roemenië (2010-) Turkije (2010-) |
| 20                                                            | Árni Þór Sigurðsson      | 22 september 2023 | 1 juli 2024      | [ 8 ]       | Bulgarije (2010-) Roemenië (2010-) Turkije (2010-) |
| 20                                                            | Pétur Ásgeirsson         | 1 juli 2024       |                  | [ 9 ]       | Bulgarije (2010-) Roemenië (2010-) Turkije (2010-) |
| Bron tot en met maart 2016: Lijst bijgewerkt in januari 2025. |                          |                   |                  |             | |